# Metin Tekin
Metin Tekin (* 8. Mai 1964 in İzmit, Kocaeli) ist ein ehemaliger türkischer Fußballspieler, -trainer und -experte. Als Eigengewächs und durch seine langjährige Tätigkeit für Beşiktaş Istanbul wird er sehr stark mit diesem Verein assoziiert und sowohl von Vereins- als auch von Fanseiten als einer der legendärsten Spieler der Vereinsgeschichte bezeichnet. Er war ein wesentlicher Bestandteil jener Beşiktaş-Mannschaft, mit der der Verein in der Zeit 1982–1995 fünf Mal die Türkische Meisterschaft, davon mit den Spielzeiten 1989/90, 1990/91 und 1991/92 dreimal hintereinander, holen konnte und so den türkischen Fußball dominierte. Mit seinen Sturmpartnern Feyyaz Uçar und Ali Gültiken bildete er jenes als Metin-Ali-Feyyaz bezeichnete Strumtrio, welches stellvertretend für die erfolgreichste Epoche Beşiktaş' stand. Aufgrund seiner dunkelblonden Haare und seiner Schnelligkeit wurde er zu Spielerzeiten als Sarı Fırtina (dt. Der blonde Sturm) berühmt. Seit Ende der 2000er Jahre ist er im TV als Fußballexperte aktiv.

## Spielerkarriere

### Verein
Seine Vereinsfußballkarriere 1974 begann Tekin bei Kocaelispor und wechselte 1981 als Achtzehnjähriger zum Traditionsklub Beşiktaş Istanbul. Bei den Istanbulern wurde er eine Saison lang in der Nachwuchs- bzw. Reservemannschaft eingesetzt und im Sommer 1982 vom Cheftrainer Đorđe Milić in den Profikader aufgenommen. Bereits im Laufe seiner ersten Saison in der Profimannschaft eroberte er einen Stammplatz und behielt diesen, verletzungs- und strafbedingte Ausfälle ausgenommen, bis ins Jahr 1995. In den Jahren 1995 bis 1998 wurde er als Ergänzungsspieler eingesetzt und für die Rückrunde der Saison 1996/97 an den Ligarivalen Vanspor ausgeliehen. 1998 beendete er schließlich seine Karriere.

### Nationalmannschaft
Tekin begann seine Nationalmannschaftskarriere 1980 mit einem Einsatz für die türkische U-18-Nationalmannschaft. Nach zwei Jahren und elf weiteren Einsätzen für die türkische U 18 begann er ab dem Januar 1984 für die türkischen Nationalmannschaft aufzulaufen. Hier wurde er vom damaligen Nationaltrainer Coşkun Özarı im Rahmen eines Tests gegen die rumänische Nationalmannschaft zum ersten Mal für das Aufgebot der türkischen A-Auswahl nominiert und gab in dieser Begegnung sein A-Länderspieldebüt. Im gleichen Jahr debütierte er auch für die türkische U-21-Nationalmannschaft. Nachdem er zwei Jahre lang für beide Nationalmannschaften aktiv gewesen war, spielte er ab 1985 ausschließlich für die A-Nationalmannschaft. Insgesamt absolvierte er 34 A-Länderspiele und erzielte dabei zwei Tore.

## Trainerkarriere
Etwa ein Jahr nach dem Ende seiner aktiven Profifußballspielerkarriere begann Tekin seine Trainerkarriere damit, indem er dem Cheftrainer Erdoğan Arıca bei einigen seiner Trainerstationen als Co-Trainer assistierte. Zur Saison 2003/04 übernahm er den Zweitligisten Altay Izmir und betreute diesen etwa zwei Monate lang.
2005 arbeitete er bei der türkischen Nationalmannschaft und gehörte dem Trainerstab des Nationaltrainers Fatih Terim an. Mit Terims Rücktritt im Jahr 2009 legte auch Tekin sein Amt nieder.

## Privates
Von 1993 bis 1999 war Tekin mit der Schauspielerin Şevval Sam verheiratet und hat mit ihr den Sohn Taro Emir Tekin.

## Erfolge

### Als Spieler
Mit Beşiktaş Istanbul
- Türkischer Meister (5): 1985/86, 1989/90, 1990/91, 1991/92, 1994/95
- Türkischer Pokalsieger (4): 1988/89, 1989/90, 1993/94
- Türkischer Supercupsieger (4): 1986, 1989, 1992, 1994
- Premierminister-Pokalsieger (1): 1997
- TSYD-Istanbul-Pokalsieger (6): 1984, 1985, 1988, 1989, 1990, 1993